# غوين بريستو
غوين بريستو (بالإنجليزية: Gwen Bristow)‏ (16 سبتمبر 1903، ماريون في الولايات المتحدة - 17 أغسطس 1980، نيو أورلينز في الولايات المتحدة)؛ كاتِبة، سيناريست، صحفية وروائية أمريكية. درست في جامعة كولومبيا.

## روابط خارجية
- غوين بريستو على موقع IMDb (الإنجليزية)
- غوين بريستو على موقع مونزينجر (الألمانية)
- غوين بريستو على موقع أول موفي (الإنجليزية)
- غوين بريستو على موقع قاعدة بيانات الفيلم (الإنجليزية)